# Malegno
(Gregorio Brunelli, «Curiosi trattenimenti contenenti ragguagli sacri e profani dei popoli camuni», 1698)
Malegno (Malén o Malégn in dialetto camuno) è un comune italiano di 1 923 abitanti, della Val Camonica, provincia di Brescia in Lombardia.

## Geografia fisica

### Territorio
Giace sulla riva destra del fiume Oglio, è attraversato dal torrente Lanico. È attraversato in tutto il suo territorio della strada statale 42 del Tonale e della Mendola, dalla quale si separano la strada per l'Altipiano del Sole e quella per Cividate Camuno, sull'altra sponda dell'Oglio.

### Clima
I dati provenienti dalla stazione meteorologica di Breno indicano, in base alla media trentennale di riferimento 1961-1990, che la temperatura media del mese più freddo, gennaio, si attesta a -1,0 °C, mentre quella del mese più caldo, luglio, è di +20,5 °C.
| BRENO              | Mesi | Mesi | Mesi | Mesi | Mesi | Mesi | Mesi | Mesi | Mesi | Mesi | Mesi | Mesi | Stagioni | Stagioni | Stagioni | Stagioni | Anno |
| BRENO              | Gen  | Feb  | Mar  | Apr  | Mag  | Giu  | Lug  | Ago  | Set  | Ott  | Nov  | Dic  | Inv      | Pri      | Est      | Aut      | Anno |
| ------------------ | ---- | ---- | ---- | ---- | ---- | ---- | ---- | ---- | ---- | ---- | ---- | ---- | -------- | -------- | -------- | -------- | ---- |
| T. max. media (°C) | 3,8  | 7,1  | 10,4 | 14,8 | 19,1 | 23,0 | 26,4 | 25,3 | 21,9 | 15,8 | 10,3 | 5,6  | 5,5      | 14,8     | 24,9     | 16,0     | 15,3 |
| T. min. media (°C) | −5,8 | −3,4 | 0,0  | 3,9  | 8,1  | 12,1 | 14,5 | 14,1 | 10,6 | 5,7  | 0,9  | −3,5 | −4,2     | 4,0      | 13,6     | 5,7      | 4,8  |

## Origini del nome
Secondo Lino Ertani il nome del comune potrebbe derivare dai termini agn (acqua) e mal (monte).

## Storia

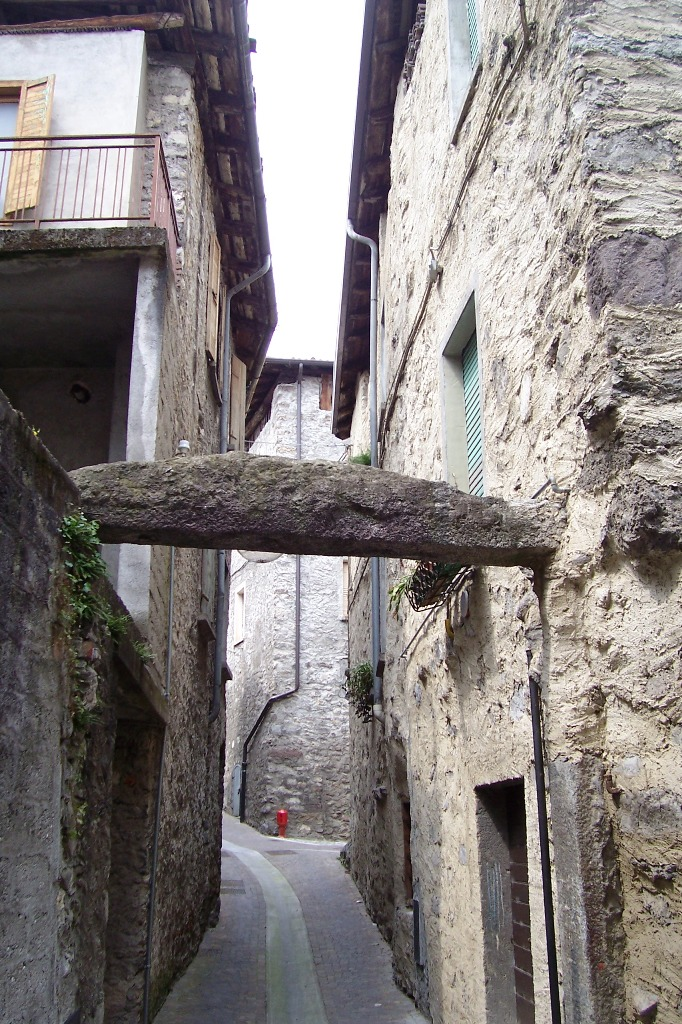
Vie medievali

L'attuale abitato di Malegno è fondato da due nuclei: Malegno e Lanico.
Tracce di antiche attività umane sono rappresentate dalle due statue stele, dette "di Bagnolo", località ad ovest di Malegno.
Nell'XI secolo è fondato l'Ospizio, affidato nell'841 dal vescovo di Brescia Ramperto al monastero benedettino di S.Faustino di Brescia.
La prima citazione del nome Malegno risale al 1156 in occasione della rissa tra gli abitanti di Lozio e Borno che, recandosi in processione a Cividate Camuno, si scontrarono all'altezza di Malegno.
Sia nel 1363 che nel 1397 Malegno è ricordato come paese ghibellino.
Il 17 settembre 1423 il vescovo di Brescia investe iure feudi dei diritti di decima nei territori di Monno, Cevo, Andrista, Grumello, Saviore, Cemmo, Ono, Sonico, Astrio, Malegno, Cortenedolo, Vione, Incudine e Berzo Demo a Bertolino della Torre di Cemmo.
Nel 1580 San Carlo Borromeo alloggiò presso la famiglia Bonettini di Malegno, e rimproverò il parroco don Bernardino Blanco poiché s'interessava troppo delle liti tra i suoi parrocchiani.
Nel 1758 le acque del Lanico strariparono inondando il paese.
Tra il 1928 ed il 1947 Malegno viene unita a Cividate Camuno nel comune di Cividate Malegno.

### Feudatari locali
Famiglie che hanno ottenuto l'infeudazione vescovile dell'abitato:
Famiglia Della Torr dal 1496

### Simboli
Nel 1971 la giunta comunale adottò liberamente questo stemma riprendendo un emblema scolpito sul portale di una residenza rinascimentale del paese, probabilmente relazionato alla presenza dell'ordine religioso degli Umiliati (1201-1571) che aveva come proprio simbolo un agnello pasquale.
Il gonfalone è un drappo di azzurro.

## Monumenti e luoghi d'interesse

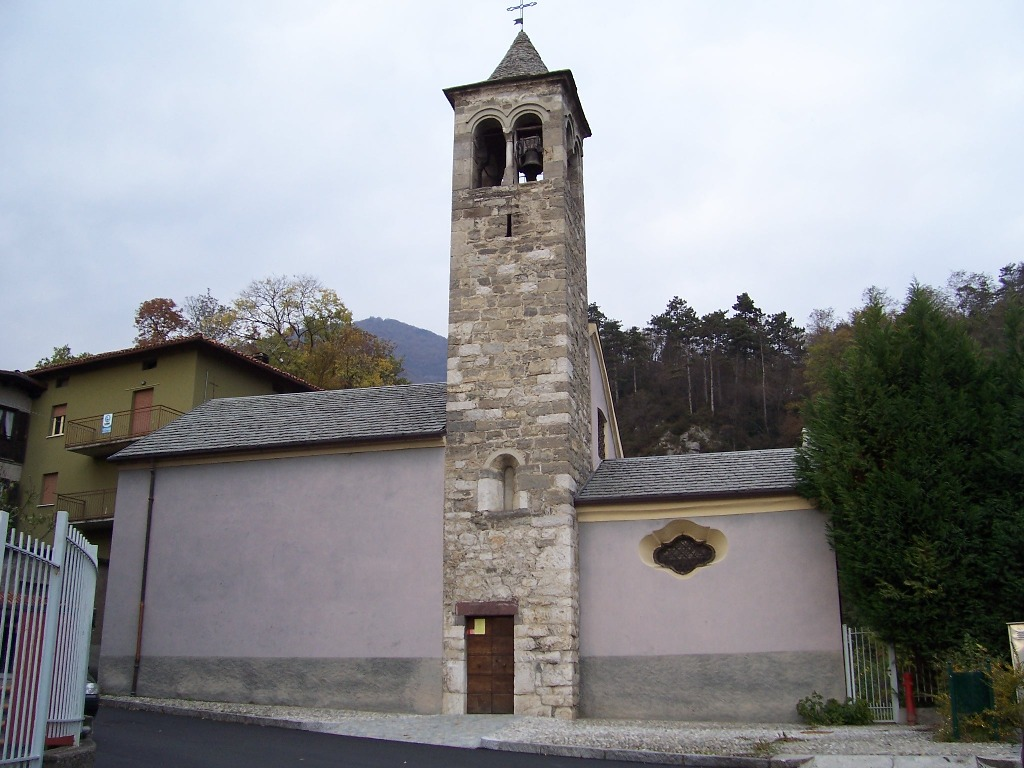
Chiesa di Santa Maria al Ponte a Malegno

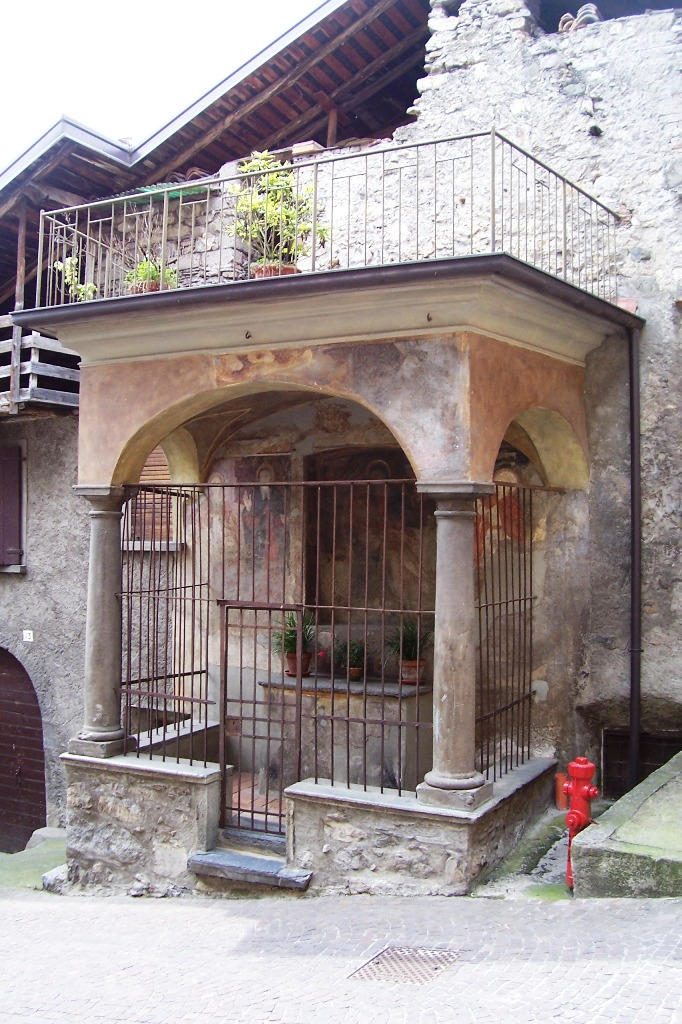
Cappella

### Architetture religiose
Le chiese di Malegno sono:
- parrocchiale di Sant'Andrea Apostolo, eretta tra il 1706 e 1709, ha un colore bianco marmo. La pala della crocefissione è di Antonio Guadagnini.
- ex parrocchiale di Sant'Andrea, di stile quattrocenesco, è stata rimaneggiata nel XV, XVI e XVII secolo.
- Chiesa di Santa Maria al Ponte, nei pressi dell'antico Ospedale di Valle Camonica, risale al XIV secolo. Contiene una Madonna con Bambino di Antonio Guadagnini.

### Architetture civili

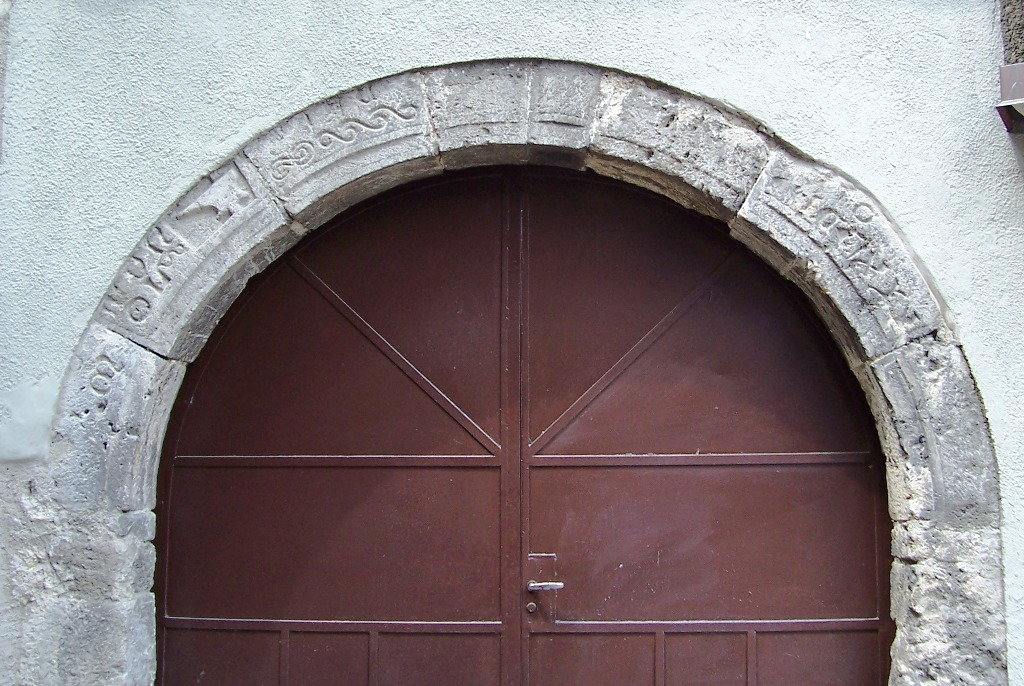
Portale di via Galleria

- Casa Nobili al n. 14 di via Lauro, con portale datato 1666.
- Portale in via Galleria ornato con incudine e martello ed una data in caratteri gotici (1231?)

## Società

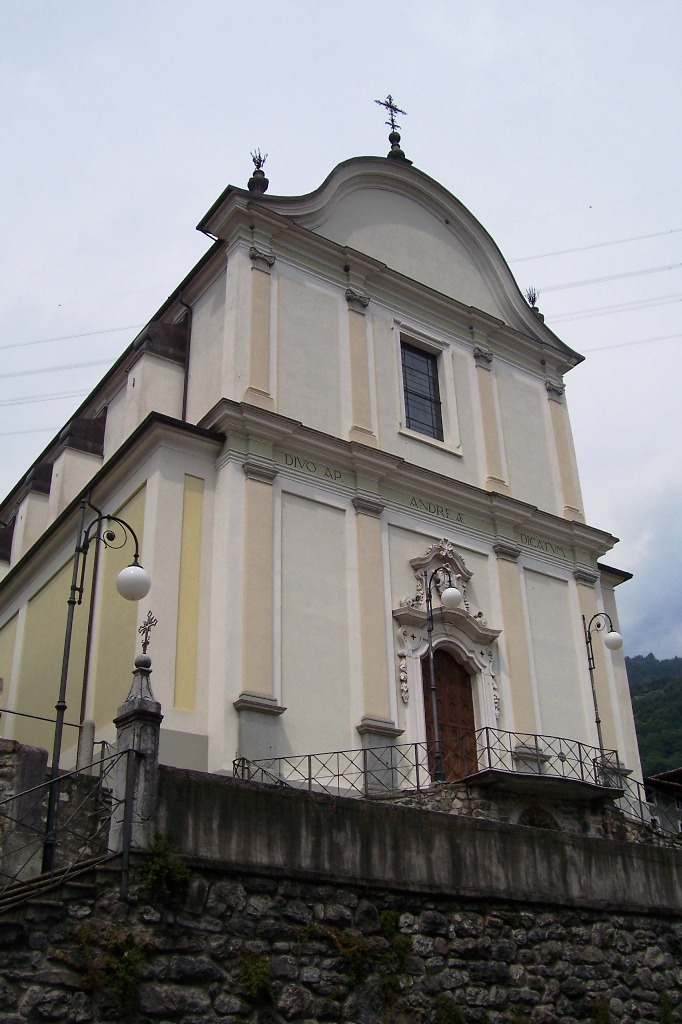
Chiesa parrocchiale di Sant'Andrea

### Evoluzione demografica
Abitanti censiti

### Tradizione e folclore
Gli scütüm sono nei dialetti camuni dei soprannomi o nomiglioli, a volte personali, altre indicanti tratti caratteristici di una comunità. Quello che contraddistingue gli abitanti di Malegno è Cràpe de légn (teste di legno), Malignù, Getù
- 7 agosto, san Gaetano. Processione con la statua del santo, tradizionalmente per implorare la pioggia.[18]
- 8 agosto, vigilia di san Fermo: venivano accesi falò sulle alture.[18]

## Cultura

### Eventi
Mites Terram Possident è un premio per la solidarietà e la pace che ogni anno il comune di Malegno assegna il 30 novembre nell’ambito delle manifestazioni per la festa patronale di Sant'Andrea. Si tratta di un premio istituito nel 2005, che viene assegnato a «persone, associazioni, istituti, organizzazioni particolarmente distintisi per l’impegno in progetti ed azioni di solidarietà e pace o in atti concreti di generosità e bontà umana, a livello mondiale, nazionale e locale». Il premio consiste in una somma di denaro più un manufatto raffigurante lo stemma del comune di Malegno (aderente al coordinamento nazionale degli enti locali per la pace) ed il suo motto "Mites Terram Possident".

### Ricorrenze
- 30 novembre: Sant'Andrea

## Amministrazione
| Periodo        | Periodo        | Primo cittadino        | Partito      | Carica  | Note          |
| -------------- | -------------- | ---------------------- | ------------ | ------- | ------------- |
| 24 aprile 1995 | 14 giugno 2004 | Gerardo Milani         | lista civica | Sindaco |               |
| 14 giugno 2004 | 26 maggio 2014 | Alessandro Domenighini | lista civica | Sindaco | [ 19 ] [ 20 ] |
| 26 maggio 2014 | 10 giugno 2024 | Paolo Erba             | lista civica | Sindaco | [ 21 ] [ 22 ] |
| 10 giugno 2024 | in carica      | Matteo Furloni         | lista civica | Sindaco |               |

## Sport
Sede di partenza della Cronoscalata automobilistica Malegno-Borno.